# Копа Америка 2019.
Копа Америка 2019. је било 46 издање Копа Америке, међународног фудбалског такмичења, које сваке четири године организује владајуће тијело за фудбал у Јужној Америци — КОНМЕБОЛ. Одржало се у Бразилу, учествовало је 12 репрезентација, десет из Јужне Америке, и двије из Азије, Јапан и Катар. Бранилац титуле је био Чиле, који је освојио Копа Америку 2015 и специјално издање 2016.
Бразил је освојио своју девету шампионску титулу, побиједивши Перу у финалу са 3:1. Аргентина је освојила треће мјесто, побиједивши Чиле у утакмици за треће мјесто са 2:1.

## Домаћин
Првобитно, домаћин Копа Америке 2019 требало је да буде Чиле, док је Бразил требало да буде домаћин 2015, због правила КОНМЕБОЛ-а да се домаћини бирају по абецедним редом. Ипак, с обзиром на то да је Бразил организовао Куп конференција 2013, Свјетско првенство 2014 и Олимпијске игре 2016, одлучили су да не организују Копа Америку 2015. Фудбалски савези Бразила и Чилеа договорили су се да замијене домаћинства на првенствима 2015 и 2019. Договор је одобрио КОНМЕБОЛ 2012. године.
Копа Америка 2019 је последње првенство које се одржава у непарним годинама; да би се првенство одржавало исте године кад и Европско првенство, 47 издање Копа Америке одржаће се 2021, након чега ће се одржавати сваке четири године.

## Стадиони
На дан 14. јуна 2018, потпредсједник фудбалског савеза Бразила, Фернандо Сарнеј, објавио је списак пет градова који ће бити домаћини првенства: Салвадор, Рио де Жанеиро, Сао Пауло, Бело Оризонте и Порто Алегре. Списак стадиона објављен је 17. септембра 2018. Првенство ће бити отворено на стадиону Мурумби у Сао Паулу, полуфинала ће се играти на Арени Гремио у Порто Алегреу и стадиону Минеирао у Бело Оризонтеу, док ће се финале играти на Маракани у Рио де Жанеиру. КОНМЕБОЛ је објавио 23. новембра 2018, да је промијењен други стадион у Сао Паулу на којем ће се играти; првобитно је то требало да буде Алијанц Парк, али је накнадно изабран стадион Коринтијанс арена.
| Бело ОризонтеПорто АлегреСао ПаулоРио де ЖанеироСалвадор | Бело ОризонтеПорто АлегреСао ПаулоРио де ЖанеироСалвадор |
| -------------------------------------------------------- | -------------------------------------------------------- |

| Рио де Жанеиро    | Сао Пауло         | Сао Пауло         |
| ----------------- | ----------------- | ----------------- |
| Маракана          | Стадион Морумби   | Коринтијанс арена |
| Капацитет: 74,738 | Капацитет: 67,428 | Капацитет: 49,205 |
|                   |                   |                   |
| Бело Оризонте     | Порто Алегре      | Салвадор          |
| Минеирао          | Гремио арена      | Арена Фонте Нова  |
| Капацитет: 58,170 | Капацитет: 55,662 | Капацитет: 51,900 |
|                   |                   |                   |

## Репрезентације
КОНМЕБОЛ је планирао да на првенству учествује 16 репрезентација, осим репрезентација из Јужне Америке, требало је да буду позване по три репрезентације из зоне КОНКАКАФ и из Азије. На дан 12. априла 2018, објављено је да је Катар, домаћин Свјетског првенства 2022, прихватио позив да учествује на првенству. На дан 4. маја 2018, објављено је да ће, умјесто планираних 16, на првенству учествовати 12 репрезентација, исти број као и на свим издањима Копа Америке од 1993, изузев специјалног издања 2016, када је учествовало 16 репрезентација. Осим Катара, позивницу је добио и Јапан, двије репрезентације које су играле у финалу Азијског купа 2019, који је освојио Катар.
Катар је дебитовао на Копа Америци, поставши прва арапска држава која учествује на првенству, док Јапан учествује други пут укупно, први пут након 1999. Копа Америка 2019 је прво првенство на којем није позвана ниједна репрезентација из зоне КОНКАКАФ, прије свих Мексико, који је од 1993 на Копа Америци учествовао свих десет пута и Сједињене Америчке Државе, које су учествовале четири пута и биле су домаћин првенства 2016.
- Аргентина
- Боливија
- Бразил (домаћин)
- Венецуела
- Еквадор
- Јапан (позвани тим)
- Катар (позвани тим)
- Колумбија
- Парагвај
- Перу
- Уругвај
- Чиле (бранилац титуле)

## Жријеб
Жријеб је одржан 24. јануара 2019, у 20:30 по локалном времену у Бразилу, у Рио де Жанеиру. Репрезентације су подијељене у три групе по четири, тако што је бирана по једна репрезентација из сваког од четири шешира.
На састанку савјета КОНМЕБОЛ-а, одржаном 23. новембра 2018. године, одлучено је да репрезентације буде распоређене у шеширима на основу позиција на ФИФА ранг листи, што ће се примјењивати и на осталим издањима Копа Америке.
За жријеб, репрезентације су биле подијељене у четири шешира, на основу позиција на ФИФА ранг листи од децембра 2018. У првом шеширу био је домаћин — Бразил, коме је додијељено прво мјесто, тј. А1 и два најбоља тима на листи. У другом шеширу била су следећа три најбоља тима на листи, као и у трећем и четвртом шеширу. Тимовима из првог шешира је додијељено прво мјесто у групи, док су остале репрезентације жријебане за позиције 2, 3 и 4. Двије гостујуће репрезентације, Јапан и Катар нису могле бити извучене у истој групи.
| Шешир 1                                             | Шешир 2                                | Шешир 3                                     | Шешир 4                                   |
| --------------------------------------------------- | -------------------------------------- | ------------------------------------------- | ----------------------------------------- |
| Бразил (3) (домаћин) · Уругвај (7) · Аргентина (11) | Колумбија (12) · Чиле (13) · Перу (20) | Венецуела (31) · Парагвај (32) · Јапан (50) | Еквадор (57) · Боливија (59) · Катар (93) |

## Судије
На дан 21. марта 2019. године, објављен је списак од 23 главних и 23 помоћних судија за Копа Америку.
| Држава    | Судије                                          | Помоћне судије                                      |
| --------- | ----------------------------------------------- | --------------------------------------------------- |
| Аргентина | Нестор Питана Фернандо Рапалини Патрисио Лустау | Ернан Маидана Хуан Пабло Белати Езеклеј Браиловски  |
| Боливија  | Гери Варгас                                     | Хозе Антело Едвар Саведра                           |
| Бразил    | Вилтон Сампајо Рафаел Клаус Андерсон Даронко    | Родриго Кореа Марсело ван Гасе Клебер Гил           |
| Чиле      | Роберто Тобар Жулио Баскуњан Пјеро Маза         | Кристијан Шиман Клаудио Риос                        |
| Колумбија | Вилмар Ролдан Андрес Рохас Николас Гало         | Александер Гузман Вилмар Наваро Џон Александер Леон |
| Еквадор   | Роди Замбрано Карлос Орбе                       | Кристијан Лескано Бајрон Ромеро                     |
| Парагвај  | Марио Диаз де Вивар Арналдо Саманјего           | Едуардо Кардосо Дарио Гаона                         |
| Перу      | Дијего Аро Виктор Кариљо                        | Џони Босио Виктор Раез                              |
| Уругвај   | Естебан Остојич Леодан Гонзалес                 | Николас Таран Ричард Тринидад                       |
| Венецуела | Алексис Ерера Хесус Валензуела                  | Карлос Лопез Луис Муриљо                            |

## Састави репрезентација
Свака репрезентација мора на првенство да поведе 23 фудбалера, од којих морају да буду три голмана.

## Групна фаза
Распоред утакмица објављен је 18. децембра 2018. По двије првопласиране репрезентације из све три групе и двије најбоље трећепласиране репрезентације пласираће се у четвртфинале.
| Коло   | Датуми           | Утакмице     |
| ------ | ---------------- | ------------ |
| 1 коло | 14–17. јун 2019. | 1 v 2, 3 v 4 |
| 2 коло | 18–21. јун 2019. | 1 v 3, 2 v 4 |
| 3 коло | 22–24. јун 2019. | 4 v 1, 2 v 3 |

Сва времена су по локалном времену у Бразилу (UTC-3).

### Одређивање позиција
Позиције на табели одређују се на следећи начин:
1. Освојени бодови у свим утакмицама групне фазе (3 бода за побједу, 1 за реми);
2. Гол разлика у свим утакмицама групне фазе;
3. број постигнутих голова у свим утакмицама групне фазе;
4. међусобни скор између тимова који су изједначени на табели;
5. гол разлика између тимова који су изједначени на табели;
6. укупан број постигнутих голова тимова који су изједначени на табели;
7. фер плеј бодови у свим утакмицама групне фазе (само једно одузимање бодова за фер плеј листу може се примијенити на једног играча на једној утакмици):   - Жути картон: −1 бод;
  - Индиректан црвени картон (други жути картон): −3 бода;
  - Директан црвени картон: −4 бода;
  - Жути картон а затим директан црвени картон: −5 бодова;
8. Извлачење куглица.

### Група А
| Бразил                                        | 3:0       | Боливија |
| --------------------------------------------- | --------- | -------- |
| Кутињо 50’ (пенал) · Кутињо 53’ · Евертон 85’ | Извјештај |          |

| Венецуела | 0:0       | Перу |
| --------- | --------- | ---- |
|           | Извјештај |      |

| Боливија    | 1:3       | Перу                                    |
| ----------- | --------- | --------------------------------------- |
| Мартинс 85’ | Извјештај | Гереро 45’ · Фарфан 55’ · Флорес 90 +6’ |

| Бразил | 0:0       | Венецуела |
| ------ | --------- | --------- |
|        | Извјештај |           |

| Перу | 0:5       | Бразил                                                                  |
| ---- | --------- | ----------------------------------------------------------------------- |
|      | Извјештај | Касемиро 11’ · Фирмино 18’ · Евертон 31’ · Дани Алвес 53’ · Вилијан 90’ |

| Боливија      | 1:3       | Венецуела                   |
| ------------- | --------- | --------------------------- |
| Хустинино 82’ | Извјештај | Мачис 1, 54’ · Мартинез 86’ |

| Поз. | Екипа     | И | Поб | Нер. | Пор. | ДГ | ПР | ГР | Бод. | Напомене                     |
| ---- | --------- | - | --- | ---- | ---- | -- | -- | -- | ---- | ---------------------------- |
| 1    | Бразил    | 3 | 2   | 1    | 0    | 8  | 0  | +8 | 7    | Нокаут фаза                  |
| 2    | Венецуела | 3 | 1   | 2    | 0    | 3  | 1  | +2 | 5    | Нокаут фаза                  |
| 3    | Перу      | 3 | 1   | 1    | 1    | 3  | 6  | -3 | 4    | Могући пласман у нокаут фазу |
| 4    | Боливија  | 3 | 0   | 0    | 3    | 2  | 9  | -7 | 0    |                              |

### Група Б
| Аргентина | 0:2       | Колумбија                 |
| --------- | --------- | ------------------------- |
|           | Извјештај | Мартинез 71’ · Запата 86’ |

| Парагвај                          | 2:2       | Катар                         |
| --------------------------------- | --------- | ----------------------------- |
| Кардозо 4’ (пенал) · Гонзалес 56’ | Извјештај | Али 68’ · Рохас 77’ (аутогол) |

| Колумбија  | 1:0       | Катар |
| ---------- | --------- | ----- |
| Запата 86’ | Извјештај |       |

| Аргентина        | 1:1       | Парагвај   |
| ---------------- | --------- | ---------- |
| Меси 57’ (пенал) | Извјештај | Санчез 37’ |

| Катар | 0:2       | Аргентина                |
| ----- | --------- | ------------------------ |
|       | Извјештај | Мартинез 4’ · Агверо 82’ |

| Колумбија  | 1:0       | Парагвај |
| ---------- | --------- | -------- |
| Куељар 31’ | Извјештај |          |

| Поз. | Екипа     | И | Поб | Нер. | Пор. | ДГ | ПР | ГР | Бод. | Напомене                     |
| ---- | --------- | - | --- | ---- | ---- | -- | -- | -- | ---- | ---------------------------- |
| 1    | Колумбија | 3 | 3   | 0    | 0    | 4  | 0  | +4 | 9    | Нокаут фаза                  |
| 2    | Аргентина | 3 | 1   | 1    | 1    | 3  | 3  | 0  | 4    | Нокаут фаза                  |
| 3    | Парагвај  | 3 | 0   | 2    | 1    | 3  | 4  | -1 | 2    | Могући пласман у нокаут фазу |
| 4    | Катар     | 3 | 0   | 1    | 2    | 2  | 5  | -3 | 1    |                              |

### Група Ц
| Уругвај | 4:0       | Еквадор                                                   |
| ------- | --------- | --------------------------------------------------------- |
|         | Извјештај | Лодеиро 4’ · Кавани 33’ · Суарез 44’ · Мина 78’ (аутогол) |

| Јапан | 0:4       | Чиле                                     |
| ----- | --------- | ---------------------------------------- |
|       | Извјештај | Пулгар 41’ · Варгас 54, 83’ · Санчез 82’ |

| Уругвај                          | 2:2       | Јапан          |
| -------------------------------- | --------- | -------------- |
| Суарез 32’ (пенал) · Химене3 66’ | Извјештај | Мијоши 25, 59’ |

| Еквадор               | 1:2       | Чиле                       |
| --------------------- | --------- | -------------------------- |
| Валенсија 26’ (пенал) | Извјештај | Фуензалида 8’ · Санчез 51’ |

| Чиле | 0:1       | Уругвај    |
| ---- | --------- | ---------- |
|      | Извјештај | Кавани 82’ |

| Еквадор  | 1:1       | Јапан        |
| -------- | --------- | ------------ |
| Мена 35’ | Извјештај | Накаџима 15’ |

| Поз. | Екипа   | И | Поб | Нер. | Пор. | ДГ | ПР | ГР | Бод. | Напомене                     |
| ---- | ------- | - | --- | ---- | ---- | -- | -- | -- | ---- | ---------------------------- |
| 1    | Уругвај | 3 | 2   | 1    | 0    | 7  | 2  | +5 | 7    | Нокаут фаза                  |
| 2    | Чиле    | 3 | 2   | 0    | 1    | 6  | 2  | +4 | 6    | Нокаут фаза                  |
| 3    | Јапан   | 3 | 0   | 2    | 1    | 3  | 7  | -4 | 2    | Могући пласман у нокаут фазу |
| 4    | Еквадор | 3 | 0   | 1    | 2    | 2  | 7  | -5 | 1    |                              |

## Елиминациона фаза
У нокаут фази, ако је резултат неријешен након 90 минута:
- У четвртфиналу се не играју продужеци, већ се одмах изводе једанаестерци.[22]
- У полуфиналу, утакмици за треће мјесто и финалу, играју се продужеци, а уколико је неријешено и након продужетака, изводе се једанаестерци.[22]

|  | Четвртфинале                      | Четвртфинале          |                                  |       | Полуфинале   | Полуфинале   |  |  | Финале | Финале |
|  |                                   |                       |                                  |       |              |              |  |  |        |        |
|  | 27. јун – Порто Алегре            |                       |                                  |       |              |              |  |  |        |        |
|  |                                   |                       |                                  |       |              |              |  |  |        |        |
|  | Бразил                            | 0 (4)                 |                                  |       |              |              |  |  |        |        |
|  | Бразил                            | 0 (4)                 | 2. јул – Бело Оризонте           |       |              |              |  |  |        |        |
|  | Парагвај                          | 0 (3)                 |                                  |       |              |              |  |  |        |        |
|  | Парагвај                          | 0 (3)                 | Бразил                           | 2     |              |              |  |  |        |        |
|  | 28. јун – Рио де Жанеиро          |                       | Бразил                           | 2     |              |              |  |  |        |        |
|  |                                   | Аргентина             | 0                                |       |              |              |  |  |        |        |
|  | Венецуела                         | Аргентина             | 0                                | 0     |              |              |  |  |        |        |
|  | Венецуела                         |                       | 7. јул – Рио де Жанеиро          | 0     |              |              |  |  |        |        |
|  | Аргентина                         | 2                     |                                  |       |              |              |  |  |        |        |
|  | Аргентина                         | 2                     | Бразил                           | 3     |              |              |  |  |        |        |
|  | 28. јун – Сао Пауло (Коринтијанс) |                       | Бразил                           | 3     |              |              |  |  |        |        |
|  |                                   | Перу                  | 1                                |       |              |              |  |  |        |        |
|  | Колумбија                         | Перу                  | 1                                | 0 (4) |              |              |  |  |        |        |
|  | Колумбија                         | 3. јул – Порто Алегре |                                  | 0 (4) |              |              |  |  |        |        |
|  | Чиле                              | 0 (5)                 |                                  |       |              |              |  |  |        |        |
|  | Чиле                              | 0 (5)                 | Чиле                             | 0     |              |              |  |  |        |        |
|  | 29. јун – Салвадор                |                       | Чиле                             | 0     |              |              |  |  |        |        |
|  |                                   | Перу                  | 3                                |       | Треће мјесто | Треће мјесто |  |  |        |        |
|  | Уругвај                           | Перу                  | 3                                | 0 (4) | Треће мјесто | Треће мјесто |  |  |        |        |
|  | Уругвај                           |                       | 6. јул – Сао Пауло (Коринтијанс) | 0 (4) |              |              |  |  |        |        |
|  | Перу                              | 0 (5)                 |                                  |       |              |              |  |  |        |        |
|  | Перу                              | 0 (5)                 | Аргентина                        | 2     |              |              |  |  |        |        |
|  |                                   |                       |                                  |       |              |              |  |  |        |        |
|  | Чиле                              | 1                     |                                  |       |              |              |  |  |        |        |
|  | Чиле                              | 1                     |                                  |       |              |              |  |  |        |        |

### Четвртфинале
| Бразил                                          | 0:0                  | Парагвај                                         |
| ----------------------------------------------- | -------------------- | ------------------------------------------------ |
| · Вилијан · Маркињос · Кутињо · Фирмино · Жезус | 4 – 3 (пен)Извјештај | · Гомез · Алмирон · Валдез · Р. Рохас · Гонзалез |

| Венецуела | 0:2       | Аргентина                   |
| --------- | --------- | --------------------------- |
|           | Извјештај | Мартинез 10’ · Ло Челсо 74’ |

| Колумбија                                       | 0:0                  | Чиле                                          |
| ----------------------------------------------- | -------------------- | --------------------------------------------- |
| · Родригез · Кардона · Куадрадо · Мина · Тесиљо | 4 – 5 (пен)Извјештај | · Видал · Варгас · Пулгар · Арангуиз · Санчез |

| Уругвај                                          | 0:0                  | Перу                                            |
| ------------------------------------------------ | -------------------- | ----------------------------------------------- |
| · Суарез · Кавани · Стуани · Бентанкур · Тореира | 4 – 5 (пен)Извјештај | · Гереро · Руидиаз · Јотун · Адвинкула · Флорес |

### Полуфинале
| Бразил                  | 2:0       | Аргентина |
| ----------------------- | --------- | --------- |
| Жезус 19’ · Фирмино 71’ | Извјештај |           |

| Чиле | 0:3       | Перу                                  |
| ---- | --------- | ------------------------------------- |
|      | Извјештај | Флорес 21’ · Јотун 38’ · Гереро 90+1’ |

### Утакмица за 3. мјесто
| Аргентина               | 2:1       | Чиле              |
| ----------------------- | --------- | ----------------- |
| Агверо 11’ · Дибала 21’ | Извјештај | Видал 59’ (пенал) |

### Финале
| Бразил                                             | 3:1       | Перу       |
| -------------------------------------------------- | --------- | ---------- |
| Евертон 15’ · Жезус 45+3’ · Ричарлисон 90’ (пенал) | Извјештај | Гереро 44’ |

## Статистика

### Листа стријелаца
3 гола
- Евертон
- Паоло Гереро

2 гола
- Серхио Агверо
- Лаутаро Мартинез
- Габријел Жезус
- Филипе Кутињо
- Роберто Фирмино
- Алексис Санчез
- Едуардо Варгас
- Дуван Запата
- Коџи Мијоши
- Едисон Флорес
- Единсон Кавани
- Луис Суарез
- Дарвин Мачис

1 гол
- Пауло Дибала
- Ђовани Ло Челсо
- Лионел Меси
- Леонел Хустиниано
- Марсело Мартинс
- Дани Алвес
- Касемиро
- Ричарлисон
- Вилијан
- Хозе Педро Фуензалида
- Ерик Пулгар
- Артуро Видал
- Густаво Куељар
- Рожер Мартинез
- Анхел Мена
- Енер Валенсија
- Шоја Накаџима
- Оскар Кардозо
- Дерлис Гонзалес
- Ричард Санчез
- Џеферсон Фарфан
- Јошимар Јотун
- Алмоез Али
- Хосе Хименез
- Николас Лодеиро
- Хосеф Мартинез

Аутоголови
- Артуро Мина (против Уругваја)
- Хуан Родриго Рохас (против Катара)

## Маркетинг

### Маскота
Маскота првенства је Зизито, капибара којој је дато име у част Зизиња, који је заједно са Аргентинцем Норбертом Доротеом Мендезом рекордер по броју постигнутих голова на Копа Америци, са 17 голова.

### Слоган
Слоган Копа Америке 2019 је "Vibra el Continente/Vibra o Continente" (Вибрирање континента).

### Званична пјесма
"Vibra Continente", дуетска пјесма Бразилца Леа Сантане и Колумбијке Керол Џи, званична је пјесма Копа Америке 2019.